# Шемси паша
Шемси паша (алб. Shemsi Pasha, тур. Şemsi Paşa); Бишево, 1846 — Битољ, 7. јул. 1908) био је османско-албански генерал.

## Биографија

### Младост и каријера
Шемси-паша води порекло по очевој линији од братства племена Кучи из Бишева, док по мајци вуче порекло од Пећких Хотија. Током живота се изјашњавао као Албанац. Рођен је 1846. године у малом селу Бишево у Пећком санџаку, Косовски вилајет, Османско царство. Скромног порекла и без образовања, започео је своју војну каријеру прво као редов, а касније је напредовао и био унапређен у чин farik (генерал). Шемси је као такав био alaylı (особа која се уздиже кроз војне чинове до генерала), а не мектепли (особа која заврши војну школу пре ступања у официрске редове). Године 1901. Шемси, миљеник Абдула Хамида II и његовог поузданог званичника, постављен је за команданта 18. пешадијске дивизије са седиштем у Косовској Митровици која је имала задатак да чува кључни северни приступ царству. Седам година је 18. пешадијска дивизија била под његовом командом и захваљујући својој преданости и способностима, задобио је поверење султана Абдула Хамида II, који га је сматрао способним да решава локалне изазове у Косовском региону. Официри који су завршили војну академију (мектепли) сматрали су га једноставним човеком са старомодним начином размишљања, док су га редовни војници, из којих је и сам произашао, поштовали су га због његовог напредовања у војсци на основу демонстрираних вештина стечених кроз искуство. Шемси је такође био војни изасланик османског генералног инспектора са седиштем у Солуну.
У току своје каријере, Шемси је често био у ситуацији да се суочава са корупцијом и некомпетентношћу званичника у тешким околностима. Током фебруара 1905. године, покушао је да уклони бригадира Џавид Бега са позиције мутесарифа у Пећи, због Џавидовог непоштовања албанских обичаја, што је довело до немира. У Елбасану у мају 1907. године  Шемси је окривио двојицу званичника као узрок мањег сукоба, који су, иронично, касније били награђени унапређењем за своје "услуге".

### Верски сукоб на Косову између муслимана и католика (1907-1908)
Шемси-паша, задужен за мир и стабилност на Косову, био је послат у села око Ђаковице да умири верске сукобе који су тамо избили између муслимана и католика. Албанац Сулејман Кулче, Шемсијев помоћник и лични секретар, критиковао је одлуку султана Абдула Хамида II да за решавање проблема у тој области именује официре без адекватног образовања попут генерала. Током почетка муслиманског верског празника Бајрама, Шемси је почетком септембра 1907. године добио телеграм о инциденту у Смоници у вези вандализма над сеоском џамијом, јер је свиња била убачена у џамију. Италијански конзул на Косову је тумачио овај чин као одмазду католика за киднаповање католичког свештеника од стране муслимана, што је био преседан у области и довело је до брзог ескалирања напетости између две верске заједнице. Идит Дарам, британска путница и списатељица која је била у тој области, изнела је да су муслимани држали свештеника као таоца, захтевајући од османских власти ослобађање рођака једног од киднапера у замену за таоца.
У кратком року, Шемси је упутио апел локалним исламским верским вођама да смире реакције међу муслиманима, уверавајући их да тело свиње није оскрнавило свети простор џамије, истовремено налажући да се пронађу починиоци инцидента. У јануару 1908. године, Шемси је добио наређење да са војницима пође у Ђаковицу. Касније је у граду Шемсија срео католички свештеник који му је пренео писмо о томе да су локални хришћани убијени у том подручју. Шемси је затим окупио угледне муслиманске племиће из Ђаковице и шире околине објашњавајући им да су већина католика, који су били мета напада, били невини. Војска је остала у граду након његовог одласка. За време свог боравка у Ђаковици, Шемси је добио телеграм из Призрена о инциденту са скрнављењем џамије, али је он одбацио ове наводе као неосноване након што је откривено да је свиња заправо била у реци.
Тензије су се наставиле у региону и султан је изразио забринутост да су недавни сукоби на Косову можда били повезани са деловањем Исмаила Ћемалија. С тим у вези, Абдул Хамид II је задужио Шемсија да се упути у Призрен са задатком да умири муслимане и обезбеди заштиту хришћанског становништва. Упркос напорима Шемси није био у стању да прекине и заустави беса (обећање) која је била усмерена према католицима кроз бојкот. Верске тензије су се наставиле како се бојкот ширио, а неки католици који су се плашили губитка посла прешли су на ислам. У међувремену, Шемси је одржао консултације са вођама преостале католичке заједнице у тој области. Католици су, усред ових збивања, тражили заштиту од османских војних снага. Међутим, након што је Шемси повукао своје трупе из села, десили су се инциденти насиља према католичком становништву.
У Ђаковици је 1908. године избио још један сукоб између локалних поглавица и породице Кари, а Шемси паша је био послат да реши тај спор. Породица Кари је одбила да преговара са генералом. У априлу, Шемси је сабрао све католичке и муслиманске лидере. Убедио је све стране да потпишу споразум у којем се захтева прекид притиска на сељаке, гарантује слободу трговине и предвиђа да ће се бриге становништва пренети на домаће власти, а не на конзуле страних држава. Шемси је у споразуму настојао да прекине везе између хришћана и великих сила, промовишући османске владине канале као средство за решавање сукоба. Генерал је, такође, захтевао да муслимани не дају изговор за интервенцију страних сила у региону.
Аустроугарски вицеконзул на Косову је био мишљења да Шемсијев приступ није допринео решавању сукоба, јер је Шемси дошао са војницима који су били представници владиног ауторитета, без икаквих акција да се зауставе инциденти. Шемсијев секретар Кулче је такође изнео мишљење да генерал није успео да спроведе политику коју су предложили велики везир и генерални инспектор, због става локалног валије који је више одговарао султановом ставу да не треба интервенисати против муслимана. Шемсијев положај је био компромитован, према Кулчеу, зато што је генерал довео војнике али их није користио. До краја јуна, ситуација остала нерешена, па је Шемси био приморан да се повуче назад у Призрен.
Абдул Хамид II је Шемсија сматрао политичким и лојалним генералом, способног да на Косову одржава ред помоћу својих веза са Гегама (северним Албанцима) и утицајним личностима из региона, служећи као културни посредник султана. Као командант дивизије, Шемси је имао непосредан и лак приступ области. За време албанских побуна које су се догодиле у то време, Шемси је преузео кључне улоге као генерал за Абдула Хамида II. Иако је Шемси био присутан на Косову, неки делови региона и пропусна граница са Краљевином Србијом су и даље били безбедносни проблем и изазов за Османско царство. Његова улога у сукобима на Косову била је део ширег геополитичког контекста који је укључивао и сам регион и Османско царство у то време.

### Младотурска револуција и смрт
Трећег јула 1908. године ађутант-мајор Ахмед Нијази-бег напустио је османску војску и побегао у планине са герилском бандом и покренуо Младотурску револуцију, позивајући на обнову устава из 1876. године, заједно са другим официрима као што је Енвер-паша, који је следио његов пример. Током лета, Шемси је подржао провладин скуп у Урошевцу, али су се наредни догађаји на састанку неочекивано преокренули када су изнесени захтеви за уставну реформу. Да би се изборила са побуном коју су покренули Нијази, Енвер и остале герилске групе сачињене од дезертера из османске војске, власти су мобилисале нове резервне батаљоне из провинције Ајдин, које је Абдул Хамид II поставио под Шемсијеву команду по њиховом доласку на Балкан. Први коморник двора је телеграфисао Шемсију у Призрену и наложио му да окупи локалне трупе док чека војнике из Анатолије и да крене против устаника са својим удруженим снагама. Након пола сата, Шемси је примио другу депешу од султана. Абдул Хамид II је наредио Шемсију да изабере онолико пукова колико жели из Митровичке дивизије и да прикупи што више добровољаца и обуче их у униформе, тако да могу деловати против устаника без чекања на долазак анатолских трупа.
Шемси је брзо поступио и обезбедио да се два мобилисана батаљона из Митровичке дивизије укрцају на воз према Монастиру (данас Битољ). Успео је да регрутује малу групу албанских добровољаца у своје редове, убеђујући их да хришћани извршавају масакр над муслиманима и да ће се заједно борити против њих. Нијази је затим оптужио Шемсија за изношење антихришћанских изјава како би привукао албанске добровољце на страну против Младотурака (КУП). Након револуције, Муфид Шемси, члан КУП-а, помоћник генерала и син Шемсија, тврдио је у својој књизи да његов отац никада није изрекао такве речи и да је заштитио хришћане од злочина које су починили муслимани. Шемси је, такође, телеграфисао албанским великодостојницима тражећи подршку у сукобу са устаницима.
Шемси је 7. јула 1908. са својом малом јединицом албанских добровољаца и два батаљона војске возом стигао до Монастира (данас Битољ). Шемси је био без чврстих обавештајних података о локацији герилске групе Нијазија и имао је план да путује у Ресен и одатле води операције. Младотурци (КУП) су видели Шемсија и његове војне снаге као супериорније у односу на њихове банде и сматрали су да би било који сукоб између њих и османских војних снага, које су сачињавали албански војници и добровољци, оштетио односе између Албаније и КУП-а. Монастирски огранак КУП-а одлучио је да убију Шемсија пре него што започне војни поход. Потпоручник Атиф Камчил, револуционар КУП-а и члан самопожртвованог добровољачког одељења огранка КУП-а Монастир, касније је у животу тврдио да је сам одлучио да убије Шемсија. Камчил је рекао да је од огранка КУП-а Монастир тражио оружје и да је о томе разговарао са Сулејманом Аскеријем, вођом огранка. Директор огранка КУП-а Монастир, потпуковник Садик Беј (Шехрекусту) изјавио је да је једини он дао фетву (наредбу) за убиство Шемсија. У телеграму огранка КУП-а Монастир написано је да је сам „самопожртвовани“ добровољац желео да преузме задатак.
Док је боравио у Монастиру, Шемси је путем телеграфа комуницирао са палатом и првим коморником, саветујући их да активирају албанске вође који су дуго били под патронатом султана, како би се борили против официра који су били у отвореној побуни против владе. Шемси је такође имао телеграфску комуникацију са албанским моћницима. Након што је изашао из телеграфске станице и упутио се ка својој кочији, Шемсија је 7. јула пред његовим албанским телохранитељима убио Атиф Камчил. Док је покушавао да побегне са места злочина, Камчил је рањен у ногу и потом се склонио у дом поручника Махмута Сојдуна. Шемсијеве албанске телохранитеље КУП је приволео на своју страну, тако да су током инцидента само испалили хице у ваздух, нису јурили за Камчилом и касније су се побегли са места догађаја.
За револуцију је убиство Шемсија била прекретница која је деморалисала палату и уклонила опасног противника за КУП који је могао да мобилише Албанце против њихових снага. Влада је наредила потпуковнику Рефет Белу, Шемсијевом зету и команданту жандармерије у Монастиру, да са војском коју је окупио његов таст, крене на устанике. Влада није знала да је Рефет Белу члан КУП-а и да му је монастирски огранак КУП-а наложио да одуговлачи, чекајући да лидери КУП-а увиде да снаге које је сакупио Шемси неће напасти. После Шемсијеве смрти, на његово место је дошао маршал Осман-паша Татар, што је КУП-у дало велику предност у сукобу, јер је атентат подстакао људе да се придруже њиховој ствари. За време ових догађаја, Исмаил Махир паша, рођак Шемсија, такође је убијен. Суочавајући се са погоршањем ситуације на Балкану 24. јула, султан Абдул Хамид IIје обновио устав из 1876. године. После револуције, људи који су учествовали у атентатима остали су некажњени од стране КУП-а, слављени су као хероји и додељене су им важне позиције у држави.